# Baldassare Galuppi

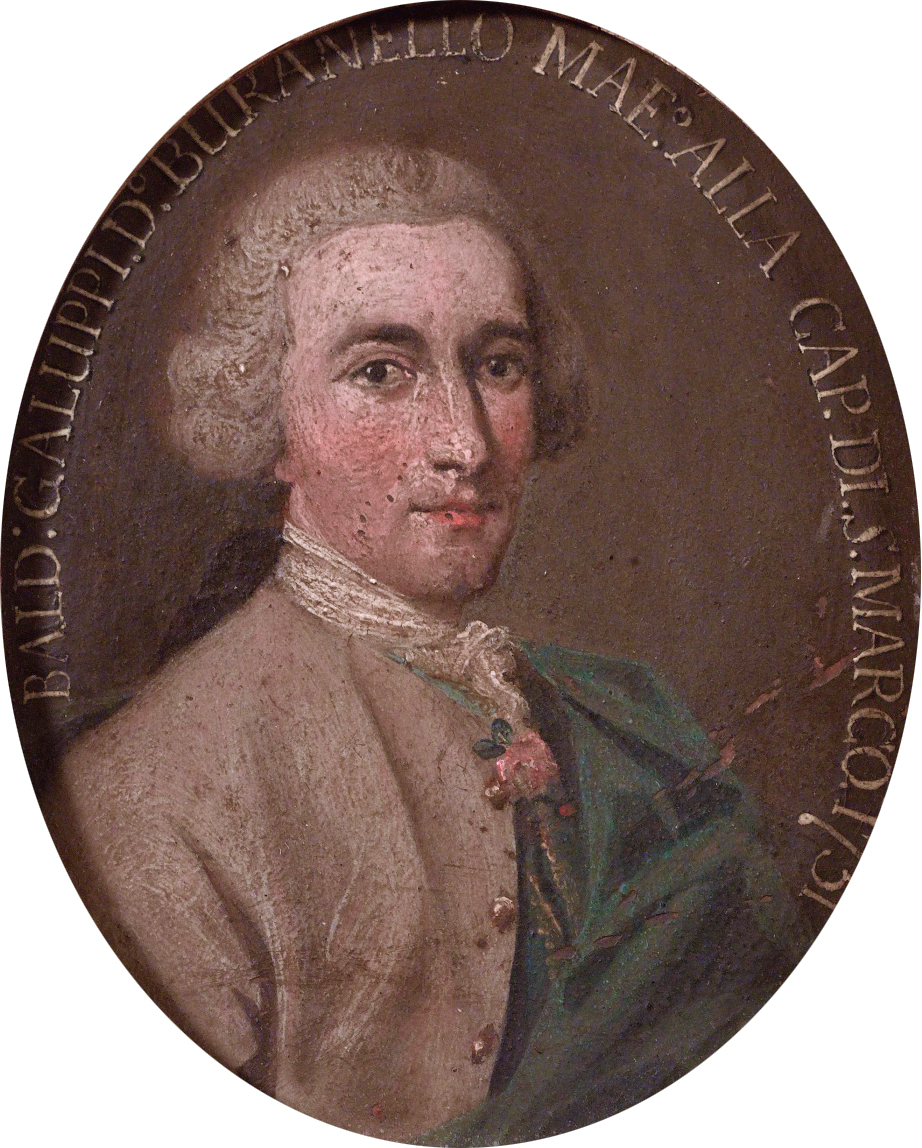
Baldassare Galuppi

Baldassare Galuppi (18. října 1706, Burano – 3. ledna 1785, Benátky) byl italský hudební skladatel.

## Mládí
Narodil se na ostrově Burano v Benátské laguně. Proto se mu také říkalo Il Buranello. Jeho otec byl povoláním holič, ale také výborný houslista. Ten mu také poskytl první hudební vzdělání. V roce 1722 působil Galuppi v Benátkách jako varhaník v kostelech. V témže roce (ve věku 16 let) zkomponoval také svou první operu La fede nell'incostanza ossia gli amici rivali, která u obecenstva beznadějně propadla. Neúspěch díla zasáhl Galuppiho tak hluboce, že hodlal zanechat hudby a dál se živit jako jeho otec. Seznámil se ale s vynikajícím skladatelem, spisovatelem a právníkem Benedetto Marcellem, který v něm rozpoznal mimořádný talent a přemluvil ho, aby se věnoval řádnému studiu hudby na konservatoři Conservatory degli Incurabili. Jeho učitelem se stal jiný významný skladatel té doby Antonio Lotti a Galuppiho považoval za svého nejlepšího žáka.

## Opera seria
Po absolvování školy působil nějakou dobu ve Florencii jako cembalista v divadle Teatro della Pergola. V roce 1729 se vrátil do Benátek a v divadle Teatro S. Samuele uvedl svou druhou operu Dorinda (nepočítáme-li dva akty v kolektivní opeře Gl'odi delusi dal sangue o rok dříve) , která byla naopak neobyčejně úspěšná a nastartovala Galuppiho operní kariéru.
Po roce 1729 zkomponoval Galuppi celou řadu oper, které se hrály v předních italských divadlech. V roce 1740 byl jmenován ředitelem charitativní instituce Ospedale di Lazaro e dei Mendicanti, jejíž součástí byla rovněž konservatoř. Pod jeho vedením zde vznikl vynikající orchestr a sbor, který se věnoval převážně chrámové hudbě. V roce 1741 přijal Galuppi nabídku hraběte z Middlesexu, aby napsal operu – seria pro své divadlo Haymarket v Londýně. Jeho londýnský pobyt byl velice úspěšný. Vznikly zde, mimo jiné, jeho nejznámější opery ve stylu opera-seria „Scipione v Kartágu“ a „Enrico“ a jeho díla měla značný vliv na operní tvorbu anglických hudebních skladatelů.

## Opera buffa
V roce 1743 se vrátil zpět do Benátek. V té době dorazila z Neapole do Benátek módní vlna komické opery (opera buffa) a Galuppi se zanedlouho stal jedním z nejvýznamnějších představitelů tohoto žánru. V roce 1748 se stal zástupcem hlavního kapelníka (maestro di cappella ducale) v nejprestižnějším chrámu sv. Marka v Benátkách. Hlavním kapelníkem se stal až v roce 1762.
Jeho první operu komického žánru se stala opera L'Arcadia in Brenta (1749). K jejímu úspěchu přispělo i to, že se spojil s vynikajícím dramatikem Carlo Goldonim. Goldoni pro něj napsal celou řadu libret. Zcela mimořádný úspěch sklidili v roce 1754 zejména operou Il filosofo di campagna. Na Goldoniho libreto Il mondo della luna, které bylo napsáno pro Galuppiho, zkomponovalo operu řada dalších skladatelů, mezi nimi i Joseph Haydn a Giovanni Paisiello. Kromě Goldoniho se stal častým skladatelovým libretistou i jeho syn, Antonio Galuppi, který psal pod pseudonymem A. Liteo.

## Petrohrad – Benátky
V roce 1766 obdržel osobní pozvání od carevny Kateřiny II. Byl mu nabídnut plat 4000 rublů a úhrada veškerých cestovních výdajů. Galuppi pozvání přijal a stal se hudebním ředitelem carského chrámu v Petrohradě. Kromě toho, že uvedl do Petrohradu italskou operu (jejíž nadvláda pak trvala až do dob Michaila Ivanoviče Glinky), zasloužil se i to, že do hudby Ruské ortodoxní církve zavedl západní kontrapunkt. Komponoval hudbu i na ruské texty.
První operou, kterou v Rusku uvedl byla starší opera Didone abbondonata na text Pietra Metastasia. Carevna byla tak nadšená, že mu hned druhý den ráno po premiéře nechala poslat zlatou šňupací krabičku osázenou diamanty. V Petrohradu Galuppi nesetrval dlouho a po třech letech se vrátil do Benátek.
V následujících letech se nepřetržitý proud nových oper poněkud zmírnil a Galuppi se věnoval převážně chrámové a komorní hudbě. Mimo jiné zkomponoval 130 sonát pro cembalo, několik oratorií, mší, motet a dalších skladeb na liturgické texty. Kromě řady instrumentálních koncertů pro různé nástroje je i autorem četných concerti grossi, z nichž některé byly po dlouhou dobu připisovány Correlimu.
Galuppi zemřel 3. ledna 1785 v Benátkách. Pohřební obřady včetně slavného requiem se konaly v katedrále sv. Marka.

## Význam
Přes velké úspěchy v žánru opera-seria jeho největším přínosem byl rozvoj komické opery. Jeho díla byla uváděna v celé Evropě (v r. 1763 i v Praze) a měla velký vliv i na rozvoj německé komické opery. V době své smrti patřil Galuppi k nejrespektovanějším postavám benátského hudebního života.
Dobová svědectví o něm píší:
„Byl velmi hubený, měl drobný, ale inteligentní obličej. Jeho řeč hýřila důvtipem. Jeho způsoby byly vznešené a byl milovníkem všeho umění; vlastnil několik skvostných obrazů od Veronesa. Jeho charakter byl respektován o nic míň než jeho talent; měl početnou rodinu a žil poklidným a počestným životem.“
Životopisec Fétis napsal o Galuppiho hudbě: „…nezáří harmonickými barvami, ale trvalým veselím a nevyčerpatelným elánem. Graciézní podoby jeho písní mu přinesly velkou slávu, jež po dlouhou dobu odolávala módní náladovosti.“
Anglický básník Robert Browning publikoval ve své sbírce Men and Women báseň Galuppiho toccata (A Toccata of Galuppi's). Je o muži, který při poslechu Galuppiho skladby vzpomíná na svůj pobyt v Benátkách. Jde o zřejmou fikci, neboť mezi Galuppiho skladbami se nepodařilo žádnou toccatu nalézt.

## Jevištní díla
1. La fede nell'incostanza (G. Neri), favola pastorale (1722 Vicenza)
2. Gl'odi delusi dal sangue (A. M. Lucchini), dramma per musica (1. a 3. dějství) (1728 Benátky, Teatro S. Angelo)
3. Dorinda (D. Lalli), pastorale (1729 Benátky, Teatro S. Samuele)
4. L'odio placato (F. Silvani), dramma per musica (1729 Benátky, Teatro S. Angelo)
5. Argenide (A. Giusti), dramma per musica (1733 Benátky, Teatro S. Angelo)
6. L'ambizione depressa (G. Papis), dramma per musica (1733 Benátky, Teatro S. Angelo)
7. La ninfa Apollo (G. Boldoni), favola pastorale (1734 Benátky, Teatro S. Samuele)
8. Tamiri (B. Vitturi), dramma per musica (1734 Benátky, Teatro S. Angelo)
9. Elisa regina di Tiro (Apostolo Zeno/P. Pariati), dramma per musica (1735 Benátky, Teatro S. Angelo)
10. Ergilda (B. Vitturi), dramma per musica (1736 Benátky, Teatro S. Angelo)
11. L'Alvilda (D. Lalli); dramma per musica (1737 Benátky, Teatro S. Samuele)
12. Issipile (Pietro Metastasio), dramma per musica (1737 Turín, Regio)
13. Alessandro nell'Indie (Pietro Metastasio), dramma per musica (1738 Mantova, Nuovo Arciducale)
14. Adriano in Siria (Pietro Metastasio), dramma per musica (1740 Turin, Regio)
15. Gustavo Primo, re di Svezia (Goldoni), dramma per musica (1740 Benátky, Teatro S. Samuele)
16. Didone abbondonata (Pietro Metastasio), dramma per musica (1740 Modena, Molza)
17. Oronte re de' sciti (Carlo Goldoni) dramma per musica (Benátky, S. Giovanni Grisostomo)
18. Berenice (F. Silvani?), dramma per musica (Benátky, Teatro S. Angelo)
19. Penelope (P. A. Rolli), melodrama (1741 Londýn, King's Theatre in the Haymarket)
20. Scipione in Cartagine (F. Vanneschi), melodrama (1742 Londýn, King's Theatre in the Haymarket)
21. Enrico (F. Vanneschi), dramma per musica (1743 Londýn, King's Theatre in the Haymarket)
22. Sirbace (C. N. Stampa), dramma per musica (1743 Londýn, King's Theatre in the Haymarket)
23. Ricimero (F. Silvani), dramma per musica (1744 Milán, Regio Ducal Teatro)
24. La forza d'amore (Padre Panicelli), dramma giocoso (1745 Benátky, Teatro S. Cassiano)
25. Ciro riconosciuto (Pietro Metastasio), dramma per musica (1745 Milán, Regio Ducale Teatro)
26. Il trionfo della continenza (?), pastorale (1746 Londýn, King's Theatre in the Haymarket)
27. Scipione nelle Spagne (A. Piovene), dramma per musica (1746 Benátky, Teatro S. Angelo)
28. Evergete (F. Silvani/D. Lalli), dramma per musica (1747 Řím, Capranica)
29. L'Arminio (Salvi), dramma per musica (1747 Benátky, Teatro S. Cassiano)
30. L'olimpiade (Pietro Metastasio), dramma per musica (1747 Milán, Regio Ducal Teatro)
31. Vologeso (Zeno), dramma per musica (1748 Řím, Argentina)
32. Demetrio (Pietro Metastasio), dramma per musica (1748 Vídeň, Theater nächst der Burg)
33. Semiramide riconosciuta (Pietro Metastasio), dramma per musica (1749 Milán, Regio Ducal Teatro)
34. Artaserse (Pietro Metastasio), dramma per musica (1749 Vídeň, Theater nächst der Burg)
35. L'Arcadia in brenta (Carlo Goldoni), dramma comico per musica (1749 Benátky, Teatro S. Angelo)
36. Demofoonte (Pietro Metastasio), dramma per musica (1749 Madrid, Buen Retiro)
37. Alcimena principessa dell'Isole Fortunate ossia L'amore fortunato ne' suoi disprezzi (P. Chiari podle Molierovy La Princesse d'Elide), dramma per musica (1749 Benátky, Teatro S. Cassiano)
38. Arcifanfano re de' matti (Carlo Goldoni), dramma giocoso (1749 Benátky, Teatro S. Moisè)
39. Il mondo della luna (Carlo Goldoni), dramma giocoso (1750 Benátky, Teatro S. Moisè)
40. Il paese della cuccagna (Carlo Goldoni), dramma giocoso (1750 Benátky, Teatro S. Moisè)
41. Il mondo alla roversa ossia Le donne che commandano (Carlo Goldoni), dramma giocoso (1750 Benátky, Teatro S. Cassiano)
42. Antigona (G. Roccaforte), dramma per musica (1751 Řím, Dame)
43. Dario (G. Baldanza), dramma per musica (1751 Turín, Regio Ducal)
44. Lucio Papirio (Zeno), dramma per musica (1751 Reggio nell'Emilia, Pubblico)
45. Artaserse (Pietro Metastasio), dramma per musica (1751 Padova, Nuovo)
46. Il conte Caramella (Carlo Goldoni), dramma giocoso (1751 Benátky)
47. Le virtuose ridicole (Carlo Goldoni podle Molièra Les Précieuses ridicules), dramma giocoso (1752 Benátky, Teatro S. Samuele)
48. La calamita de' cuori (Carlo Goldoni), dramma giocoso (1752 Benátky, Teatro S. Samuele)
49. I bagni d'Abano (Carlo Goldoni), dramma giocoso (1753 Benátky, Teatro S. Samuele)
50. Sofonisba (G. Roccaforte), dramma per musica (1753 Řím, Dame)
51. L'eroe cinese (Pietro Metastasio), dramma per musica (1753 Neapol, S. Carlo)
52. Ricimero re de' goti (Silvani), dramma per musica (1753 Neapol, S. Carlo)
53. Alessandro nell'Indie (Pietro Metastasio), dramma per musica (1754 Neapol, S. Carlo)
54. Siroe (Pietro Metastasio), dramma per musica (1754 Řím, Argentina)
55. Il filosofo di campagna (Carlo Goldoni), dramma giocoso per musica (1754 Benátky, Teatro San Samuele)
56. Il povero superbo (Carlo Goldono), dramma giocoso (1755 Benátky, Teatro S. Samuele)
57. Alessandro nell'Indie (Pietro Metastasio), dramma per musica (1755 Parma)
58. Attalo (Silvano), dramma per musica (1755 Padova, Nuovo)
59. Le nozze (Carlo Goldoni), dramma giocoso (1755 Bologna, Formagliari)
60. La diavolessa  (Carlo Goldoni), dramma giocoso (1755 Benátky, Teatro S. Samuele)
61. La diavolessa (revidovaná verze 1756 Lipsko a Praha)
62. Idomeneo (de Rossi?), dramma per musica (1756 Řím, Argentina)
63. La cantarina (Carlo Goldoni), farsetta (1756 Řím, Capranica)
64. Le pescatrici (Carlo Goldoni), dramma giocoso (1756 Bergamo)
65. Ezio (Pietro Metastasio), dramma per musica (1757 Milán, Regio Ducal Teatro)
66. Sesostri (Pariati), dramma per musica (1757 Benátky, S. Benedetto)
67. Ipermestra (Pietro Metastasio), dramma per musica (1758 Milán, Regio Ducal Teatro)
68. Adriano in Siria (Pietro Metastasio), dramma per musica (1758 Livorno)
69. Demofoonte (Pietro Metastasio), dramma per musica (1758 Padova)
70. Ciro riconosciuto (Pietro Metastasio), dramma per musica (1759 Řím)
71. Melite riconosciuta (Roccaforte), dramma per musica (1759 Řím, Dame)
72. La ritornata di Londra (Goldoni), intermezzo(1759 Řím, Valle)
73. La clemenza di Tito (Pietro Metastasio), dramma per musica (1760 Benátky, S. Salvatore)
74. Solimano (G. A. Migliacava?), dramma per musica (1760 Padua, Nuovo)
75. L'amante di tutte (Antonio Galuppi), dramma giocoso (1760 Benátky, Teatro San Moisè)
76. Li tre amanti ridicoli (Antonio Galuppi), dramma giocoso (1761 Benátky, Teatro San Moisè)
77. Demetrio (Pietro Metastasio), dramma per musica (1761 Padova)
78. Il caffè di campagna (Pietro Chiari), dramma giocoso (1761 Benátky, Teatro San Moisè)
79. Antigono (Pietro Metastasio), dramma per musica (1762 Benátky, S. Benedetto)
80. Il marchese villano (Chiari?), dramma giocoso (1762 Benátky, Teatro San Moisè)
81. L'orfana onorata (?), intermezzo (1762 Řím, Valla)
82. Il re pastore (Pietro Metastasio), dramma per musica (1762 Parma, Ducal)
83. Viriate (Pietro Metastasio), dramma per musica (1762 Benátky, S. Salvatore)
84. Il Muzio Scevola (C. Lanfranchi Rossi), dramma per musica (1762 Padua, Nuovo)
85. L'uomo femmina (Chiari?), dramma giocoso (1762 Benátky, Teatro S. Moisè)
86. Il puntiglio amoroso (A. Galuppi), dramma giocoso (1762 Benátky, Teatro S. Moisè)
87. Arianna e Teseo (Pariati), dramma per musica (1763 Padova, Nuovo)
88. Il re alla caccia (Carlo Goldoni), dramma giocoso (1763 Benátky, Teatro S. Samuele)
89. Sofonisba (M. Verazi), dramma per musica (1764 Turín, Regio)
90. Cajo Mario (Roccaforte), dramma per musica (1764 Benátky, Teatro S. Giovanni Grisostomo)
91. La donna di governo (Carlo Goldoni), dramma giocoso (1764 Benátky, Teatro S. Moisè)
92. La partenza e il ritorno de'marinari (?), dramma giocoso (1764 Benátky, Teatro S. Moisè)
93. La cameriera spiritosa (Carlo Goldoni), dramma giocoso (1766 Milán, Regio Ducal Teatro)
94. Ifigenia in Tauride (M. Coltellini), dramma per musica (1768 Petrohrad)
95. Arianna e Teseo (Pariati), dramma per musica (1769 Benátky)
96. Le contese domestiche (?), farsa (1769 Asinalunga, Accademici Smantellati)
97. Amor lunatico (Chiari), dramma giocoso (1770 Benátky, Teatro S. Moisè)
98. L'inimico delle donne (G. Bertati), dramma giocoso (1771 Benátky, Teatro S. Samuele)
99. Gl'intrighe amorosi (G. Petrosellini), dramma giocoso (1772 Benátky, Teatro S. Samuele)
100. Motezuma (V. A. Cigna-Santi), dramma per musica (1772 Benátky, S. Benedetto)
101. La serva per amore (F. Livigni), dramma giocosa (1773 Benátky, Teatro S. Samuele)

### Galuppi na YouTube (výběr)
- Arripe alpestri ad vallem (1)
- Arripe alpestri ad vallem (2)
- Alla tromba della Fama
- De Torrente
- Confitebor tibi, Domine
- Marília Vargas sings Baldassare Galuppi
- Sonata in do maggiore - Andante (1/3)
- Michelangeli plays Galuppi
- A Major Harpsicord Concerto
- Concerto a quatro No. 2